# Achille Emaná
Achille Emaná Edzimbi (sinh ngày 5 tháng 6 năm 1982), gọi tắt là Emaná, là một cầu thủ bóng đá chuyên nghiệp người Cameroon thi đấu cho Badalona ở vị trí tiền vệ.
Phần lớn sự nghiệp của Emaná là ở câu lạc bộ Toulouse của Pháp và Real Betis của Tây Ban Nha, ngoài ra anh còn thi đấu ở Trung Đông, México, Nhật Bản và Ấn Độ, cũng như hai lần khoác áo Gimnàstic.
Emaná có hơn 40 trận cho Đội tuyển bóng đá quốc gia Cameroon và tham dự Giải vô địch bóng đá thế giới 2010 và ba vòng chung kết Cúp bóng đá châu Phi.

## Thống kê sự nghiệp
| Đội tuyển bóng đá Cameroon | Đội tuyển bóng đá Cameroon | Đội tuyển bóng đá Cameroon |
| Năm                        | Trận                       | Bàn                        |
| -------------------------- | -------------------------- | -------------------------- |
| 2003                       | 3                          | 0                          |
| 2004                       | 2                          | 0                          |
| 2005                       | 1                          | 0                          |
| 2006                       | 2                          | 0                          |
| 2007                       | 1                          | 0                          |
| 2008                       | 11                         | 2                          |
| 2009                       | 6                          | 2                          |
| 2010                       | 10                         | 1                          |
| 2011                       | 1                          | 0                          |
| 2012                       | 3                          | 1                          |
| 2013                       | 1                          | 0                          |
| Tổng cộng                  | 41                         | 6                          |